# Catalyst
Catalyst是一个用Perl语言写的、开源的、按照MVC结构开发的Web应用框架。

## 历史
5.8版本之后，Catalyst框架都用Moose (Perl)重写了，对面向对象编程的支持更加友好。

## 特征
Catalyst倾向于使Web应用尽可能的保持简洁，不重复发明轮子，不止一种方法去做一件事。